# اتفاقية الشراكة المصرية التركية

## تاريخ الاتفاقية
تم التوقيع علي اتفاق التجارة الحرة بين مصر وتركيا بتاريخ 27 ديسمبر 2005 ، وقد تم الانتهاء من إجراءات التصديق علي الاتفاق من الجهات المسئولة في كل من البلدين وقد تم دخول الاتفاق حيز النفاذ في 1/3/2007 ، وتعكس أحكامها – بصفة عامة – صورة للفصول التي تتناول التجارة الحرة بين مصر والاتحاد الأوروبي في اتفاقية الشراكة المبرمة بينهما .

## أهداف الاتفاقية
1. يقيم الطرفان بينهما تدريجيا منطقة تجارة حرة خلال فترة انتقالية لا تتجاوز اثنى عشر عاماً من دخول الاتفاقية حيز النفاذ، وذلك طبقا لاحكام هذه الاتفاقية واتساقا مع المادة 24 من اتفاقية الجات لعام 1994 والاتفاقات الأخرى متعددة الأطراف للتجارة في السلع الملحقة بالاتفاقية المنشئة لمنظمة التجارة العالمية.
2. إن أهداف هذه الاتفاقية هي:

‌
- زيادة وتعزيز التعاون الاقتصادي بين الطرفين من اجل رفع مستوى معيشة شعبى البلدين.
- إزالة المعوقات والقيود الخاصة بتجارة السلع، بما فيها السلع الزراعية.
- تنمية علاقات اقتصادية متناسقة بين الطرفين من خلال زيادة التجارة المتبادلة بينهما.
- توفير ظروف عادلة للمنافسة في التجارة بين الطرفين.
- خلق ظروف مواتية لزيادة وتشجيع الاستثمارات، وخاصة لزيادة الاستثمارات المشتركة في كلا الطرفين.
- تنمية التجارة والتعاون بين الطرفين في أسواق دول ثالثة.

## مزايا الاتفاقية
- بالإضافة إلي دعم العلاقات التجارية مع تركيا فهناك مزايا عديدة متخصصة تتيحها هذه الاتفاقية في المجالات الآتية :
1. مجال الاستثمار:

تتيح الاتفاقية زيادة ثقة المستثمرين الأتراك في الاقتصاد المصري، الأمر الذي من شانه تشجيع هؤلاء المستثمرين ورجال الأعمال الأتراك علي توجيه استثماراتهم إلي مصر في مشروعات مشتركة للاستفادة من اتفاقات التجارة الحرة التي وقعتها مصر مع الدول العربية والكوميسا لتكون مصر قاعدة انطلاق وركيزة لهذه الأسواق، خاصة وان رجال الأعمال والمستثمرين الأتراك قد قاموا بخطوات كبيرة في الاستثمار خارج تركيا في دول الاتحاد السوفيتي السابق وسوريا ومن شأن توقيع هذا الاتفاق تحفيزهم وتشجيعهم على الاستثمار بمصر.
وقد بدا عديد من رجال الأعمال الأتراك في صناعه المنتجات النسجية والملابس الجاهزة فور علمهم بقرب التوقيع علي اتفاق تجارة حرة بين البلدين الي اتخاذ خطوات جادة وفعالة في هذه الصناعة سواء باستثمارات تركية أو مشروعات مشتركة مع نظرائهم المصريين.
```
#الصادرات المصرية :
```

ا- السلع والمنتجات الصناعية :
- إعفاء الصادرات المصرية من السلع الصناعية إلي تركيا من كافة الرسوم الجمركية والرسوم و الضرائب الأخرى ذات الأثر المماثل فور دخول الاتفاق حيز النفاذ.
- زيادة فرص نفاذ الصادرات المصرية من السلع والمنتجات الصناعية إلي السوق التركي، مثل الاسمنت(كلنكر)، مصنوعات من حديد وصلب مدرفلة، سوائل وعجائن من بولي ايثيلين، جـلود مدبـوغة، غـزول قـطنية، أدوية للطب البشري، مصنوعات من كريستال، أجـهـزة طبـية للـطب والجراحة، غواسل ومنظفات صناعية، منتجات بور سلين وخزف وصيني، سيراميك .
ب- السلع الزراعية والزراعية المصنعة:
- نفاذ الصادرات المصرية من السلع الزراعية والزراعية المصنعة إلى تركيا فور دخول الاتفاقية حيز النفاذ معفاة كلياً أو جزئياً من الرسوم الجمركية التي تتراوح بنسبة 32-45%، بينما منح الجانب المصري للصادرات التركية حصص كمية معفاة تتراوح الرسوم الجمركية عليها في مصر ما بين 2%- %12 باستثناء بندين تتراوح الرسوم الجمركية المفروضة عليهما12%،22%.
- حصول مصر علي عدد من السلع الزراعية والزراعية المصنعة تفوق ما تم منحه للدول الاخري التي وقعت علي اتفاق تجارة حرة مع تركيا مثل المغرب،تونس،الأردن، سوريا وإسرائيل، مثل (الأرز، المانجو، الجوافة، الثوم والخضروات المجمدة والطازجة أو المبردة).
- فتح السوق التركي لبعض المنتجات ذات الميزة النسبية المصرية والتي كانت تعاني من ارتفاع الرسوم الجمركية التركية المطبقة عليها مثل البطاطس.
- منح الجانب المصري للجانب التركي تخفيضات جمركية وحصص كمية لبعض السلع الزراعية المصنعة اقل من ما تم منحة للاتحاد الاوروبى.
```
# تراكم المنشأ :
```

تتيح الاتفاقية فور دخولها حيز النفاذ الاستفادة من قاعدة تراكم المنشأ متعدد الأطراف مما يزيد من قدرة الصناعة المصرية على النفاذ لأسواق تركيا ودول الاتحاد الأوروبي والدول المرتبطة مع تركيا باتفاقيات تجارة حرة، وذلك من خلال إقامة صناعات تكاملية مشتركة بين مصر وتركيا والدول الاورومتوسطية، وعلى سبيل المثال في مجال الصناعة النسجية، الأمر الذي يؤدي إلي تعظيم القدرة التنافسية للصادرات المصرية من خلال استيراد سلع ومنتجات أولية وخامات من الدول الأورومتوسطية واستخدامها في صناعات تكاملية مشتركه بما يتيح إمكانية تصديرها إلي تركيا وباقي الدول الاورومتوسطية .
```
# التجارة في الخدمات :
```

التحرير التدريجي لتجارة الخدمات وفتح أسواق البلدين بما يتوافق مع أحكام اتفاقية منظمة التجارة العالمية .
1. حماية الصناعات المحلية الوليدة:

حماية الصناعة الوطنية من خلال توفير ضمانات تتمثل في حماية الصناعات الوطنية الوليدة المصرية والصناعات التي يتم إعادة هيكلتها أو التي تعانى من أضرار جسيمة وذلك من خلال زيادة الرسوم الجمركية على الواردات المصرية من هذه السلع.

## ملخص الاتفاق
1. إلغاء كافة الرسوم ذات الأثر المماثل والقيود غير الجمركية الخاصة بتجارة السلع بين الدولتين فور دخول الاتفاق حيز النفاذ، كما أنه لا يجوز أن تقوم اى من الدولتين بفرض أية رسوم ذات اثر مماثل أو قيود غير جمركية جديدة.

1. تنص المادة الخاصة بإجراءات الصحة والصحة النباتية بأنه يجب أن تتوافق تلك الإجراءات مع الإجراءات الخاصة باتفاقية الجات 1994 ومنظمة التجارة العالمية.

1. تنص المادة الخاصة بتيسير التحويلات المالية الناتجة عن الاستثمارات والتجارة بين البلدين تتوافق مع أحكام كل من البلدين.

1. تنص المادة الخاصة بحماية الملكية الفكرية بان يكون ذلك متوافقا مع أحكام منظمة التجارة العالمية والاتفاقات التي يلتزم بها كل من الطرفين.

1. يتضمن الاتفاق مادة خاصة بتشجيع الاستثمارات بين الطرفين.

1. تنص المادة الخاصة بالخلل في ميزان المدفوعات على أنه في حالة تعرض أحد الطرفين لصعوبات في ميزان المدفوعات ان يقوم باتخاذ الإجراءات اللازمة التي تتوافق مع أحكام منظمة التجارة العالمية واتفاقية الجات 1994 و المادة الخاصة بها في اتفاقية صندوق النقد الدولي.

1. تنص المادة الخاصة بزيادة تبادل الامتيازات في السلع الزراعية مع تركيا، بأن تقوم اللجنة المشتركة خلال اجتماعها السنوي ببحث زيادة تحرير تجارة السلع الزراعية، الزراعية المصنعة، الأسماك بما يحقق مصالح الطرفين أخذا في الاعتبار ما ستسفر عنه مفاوضات تجارة السلع الزراعية في منظمة التجارة العالمية.

### بروتوكولات خاصة بالاتفاقية
بروتوكول (1):الخاص بمعاملة السلع الصناعية:
ينص بروتوكول (1) و الخاص بمعاملة السلع الصناعية علي ما يلي :
- إعفاء الصادرات المصرية من جميع السلع الصناعية إلي تركيا من كافة الرسوم الجمركية والرسوم و الضرائب الاخري ذات الأثر المماثل فور دخول الاتفاق حيز النفاذ.
- تحرير الواردات المصرية من السلع الصناعية ذات المنشأ التركي طبقا لأربعة قوائم مطابقة للقوائم الواردة باتفاقية المشاركة المصرية الأوروبية وبنفس السلع المدرجة في قوائم الاتحاد الأوروبي، علي أن يكون بدأ التخفيض في الرسوم الجمركية على الواردات المصرية من السلع الصناعية ذات المنشأ التركي عند دخول الاتفاق حيز النفاذ متأخرا عاما عن التخفيضات المطبقة حالياً مع الاتحاد الأوروبي .

## ملخص الإتفاقية
تتلخص القوائم الأربعة فيما يلي :

### القائمة الأولى (مواد خام)
- يبدأ التخفيض الجمركي في العام الأول من دخول الاتفاق حيز النفاذ وتحرر بالكامل في العام الثالث من دخول الاتفاق حيز النفاذ.
- أهم السلع المدرجة : خامات الومنيوم، أكسيد الماغنيسيوم، كلوريد الصوديوم، الكبريت، أخشاب من المخروطيات، أجزاء ولوازم الآلات، اوكسيد الومنيوم، خلائط نحاسية بشكل خام

### القائمة الثانية (سلع وسيطة)
- يبدأ التخفيض الجمركي في العام الثالث من دخول الاتفاق حيز النفاذ وتحرر بالكامل في العام التاسع من دخول الاتفاق حيز النفاذ.
- أهم السلع المدرجة : الكربون، محضرات كيماوية، ورق، كلوريد البولي فينيل، ألياف من زجاج ومصنوعاتها، تركيبات ولوازم مما يستعمل للسيارات من معادن عاديه، أوراق الومنيوم، أنابيب ومواسير من مطاط، مبيدات حشرات للأغراض الزراعية، أوعيه عازله للحرارة.

### القائمة الثالثة (سلع تامة الصنع)
- يبدأ التخفيض الجمركي في العام الخامس من دخول الاتفاق حيز النفاذ وتحرر بالكامل في العام الثاني عشر من دخول الاتفاق حيز النفاذ.
- أهم السلع المدرجة : رخام وترافرتين خام، ألبسة مصنرة، الأقمشة المصنرة، الملابس، المنسوجات، الأحذية، منتجات من حديد ظهر أو صلب، الآلات وأجهزة و معدات كهربائية وأجزاؤها .

### القائمة الرابعة (السيارات)
- يبدأ التخفيض الجمركي مع بدء العام السادس من دخول الاتفاق حيز النفاذ وتحرر بالكامل في العام الخامس عشر من دخول الاتفاق حيز النفاذ.[5]